# Tchernogolovka
Tchernogolovka (en russe : Черноголовка) est une ville de l'oblast de Moscou, en Russie. Sa population s'élevait à 21 787 habitants en 2014.

## Géographie
Tchernogolovka est située sur la rivière Tchernogolovka, sur la rive gauche de la Moskova, à 48 km au nord-est de Moscou.

## Histoire
Tchernogolovka est mentionné pour la première fois en 1710, mais un village nommé Tchernogolovl existait à cet emplacement depuis le XIVe siècle. En 1956, Tchernogolovka se développa en une cité scientifique (naoukograd) avec l'aide du lauréat du Prix Nobel Nikolaï Semionov, qui y démarra la branche expérimentale de l'Institut de physique chimique de Moscou. Elle devint dans les années 1970 un centre scientifique de l'Académie des sciences d'URSS. Tchernogolovka reçut le statut de commune urbaine en 1956, puis celui de ville en 2001 et enfin celui de cité scientifique en 2008.
Tchernogolovka est un centre scientifique majeur de la Russie, qui accueille plusieurs institutions de recherches de l'Académie des sciences de Russie, dont plusieurs instituts de physique : Institut de physique du solide (Институт физики твёрдого тела), Institut de physique théorique Landau (Институт теоретической физики им. Л. Д. Ландау).

## Population
Recensements (*) ou estimations de la population
| 1979*  | 1989*  | 2002*  | 2010*  |
| ------ | ------ | ------ | ------ |
| 12 289 | 18 488 | 20 284 | 20 983 |

| 2012   | 2013   | 2014   | - |
| ------ | ------ | ------ | - |
| 21 424 | 21 646 | 21 787 | - |